# 183 aC
El 183 aC va ser un any del calendari romà prejulià. Durant la República i l'Imperi Romà es coneixia com l'Any del Consolat de Labeó i Marcel o també any 571 Ab urbe condita o de la fundació de la ciutat). L'ús del nom «183 aC» per referir-se a aquest any es remunta a l'alta edat mitjana, quan el sistema Anno Domini va ser el mètode de numeració dels anys més comú a Europa.

## Esdeveniments

### Àsia Menor
- Farnaces I, rei del Pont, ocupa la ciutat de Sinope i la converteix en la seva capital.[2]

### Antiga Grècia
- Filopemen és elegit per vuitè cop estrateg de la Lliga Aquea, als 70 anys. Malalt a Argos, s'assabenta que Dinòcrates ha induït a Messene a sortir de la Lliga Aquea. Va a Megalòpolis i reuneix un petit exèrcit per atacar Dinòcrates al que derrota i fa fugir, però els reforços messenis el rebutgen, i en la fugida cau del cavall i el fan presoner. Dinòcrates el fa tancar a presó i envia uns sicaris que li donen verí. Filopemen beu amb calma, i pregunta si la resta de l'exèrcit que dirigia Licortes ha arribat a Megalòpolis amb seguretat.[3]
- Filip V de Macedònia fa una nova expedició contra el regne dels odrisis, i ataca els denteletes i els bessi. Ocupa Filipòpolis, on hi deixa una guarnició. Quan abandona el territori els habitants expulsen els soldats macedonis. Probablement, els odrisis tenen el suport dels romans.[4]

### Antiga Roma
- Aquest any són elegits cònsols Quint Fabi Labeó i Marc Claudi Marcel. Als dos cònsols se'ls va assignar la Ligúria.[5]
- Marcel es dirigeix contra els gals que havien creuat els Alps i s'havien establert a la zona d'Aquileia, als que derrota i obliga a marxar a través de les muntanyes. Després porta les seves forces a Ístria, però no fa gran cosa i finalment retorna a Roma per dirigir els comicis.[6]
- Tit Quinti Flaminí (cònsol 198 aC) va com a ambaixador davant del rei Prúsies I de Bitínia que ofereix entregar a Hanníbal Barca als romans. Hanníbal es suïcida.
- Es funden les colònies romanes de Parma, a la Gàl·lia Cisalpina, de Satúrnia, a Etrúria i de Mutina a l'Emília.[7]
- Se celebren uns magnífics Jocs Fúnebres en honor de Publi Licini Cras Dives, organitzats pels seus fills. Els jocs duren tres dies i hi lluiten 120 gladiadors, segons dades de Titus Livi.[8]
- Promulgació de la lex Orquia, la primera de les lleis sumptuàries, presentada pel tribú de la plebs Gai Orqui, que estableix el nombre màxim dels convidats a un banquet. Cató s'oposa a aquesta llei, però també es va oposar més tard a la seva derogació.[9]

## Necrològiques
- Filopemen, estrateg de la Lliga Aquea, enverinat a la presó.[3]
- Publi Corneli Escipió Africà Major (n. el 236 aC/235 aC). L'any de la seva mort és incert: Polibi i Rutili la situen aquest any 183 aC, Titus Livi i Ciceró l'any 185 aC, i Valeri d'Àntium, el 187 aC.[10]
- Hanníbal Barca. Refugiat a la cort del rei Prúsies I de Bitínia, el reclamen novament els romans. Amenaçat, tria el suïcidi amb verí per no ser capturat.[11]